# Wallenstein Zoltán
Wallenstein Zoltán (Tárkány, 1898. február 19. – Budapest, Józsefváros, 1944. szeptember 24.) komáromi, majd pécsi főrabbi, bölcsészdoktor, teológiai író.

## Élete
Wallenstein Ignác (1870–1940) önálló vegyeskereskedő és Krausz Riza (1874–1938) fia. Tanulmányait a komáromi főgimnáziumban és a budapesti Rabbiszemináriumban végezte, majd a berlini Rabbiner Seminar für das orthodoxe Judentum, a Hochschule für die Wissenschaft des Judentum és a Friedrich Wilhelm egyetem hallgatója volt. A Budapesti Tudományegyetemen 1921-ben avatták bölcsészdoktorrá, a Budapesti Rabbiképző Intézetben pedig ugyanebben az évben rabbivá. 1920-ban, tanulmányainak befejezése előtt a komáromi hitközség egyhangúlag papjává választotta. Az installációt azonban csak lelkészi felavatása után tartották meg. Már működésének első éveiben több nagyobb hitközségtől kapott meghívást és 1923-ban elfogadta a pécsi hitközség meghívását, ahol főrabbinak választották. Országosan elismert szónoki képességeivel és papi működésével felekezetközi népszerűséget szerzett.
Súlyos betegsége miatt hónapokon keresztül ápolták a pesti Szent Rókus kórházban. Itt hunyt el 1944-ben 46 éves korában.

## Művei
- Péchi Simon Psalteriumának forrásai (Budapest, 1921)
- Az izraeliták Rómában a császárság első idejében a héber tradicionális irodalom megvilágításában (Budapest, 1921)
- A pápai izraelita nőegylet történetéhez (Pápa, 1925)
- Adalékok a pécsi izraelita hitközség történetéhez (Pécs, 1926)
- Emlékkönyv a pécsi Chevra Kadisa centenáriumára (Pécs, 1928)

Egyéb írásai a Blau Emlékkönyvben, a Szemináriumi Emlékkönyvekben, az Egyenlőség, Komáromi Lapok, a Magyar-Zsidó Szemle, Múlt és Jövő, a Pécsi Lapok, Pécsi Napló, Remény, Országos Egyetértés, Szigetvár és Vidéke, Unser Weg című lapokban és a Zsidó Évkönyvben jelentek meg. A Magyar zsidó lexikon munkatársa és revizora volt.